# Dialectes de la llengua armènia
La classificació dels dialectes de la llengua armènia es basa en el llibre 
Classification des dialectes arméniens (Classificació del dialectes armenis) de 1909 pel lingüista armeni Hratxià Atxarian, publicat a París. És la traducció d'Atxarian al francès del seu treball original Հայ Բարբառագիտութիւն (Dialectologia armènia) que va ser publicada com a llibre el 1911 a Moscou i Naxçıvan. La traducció francesa no inclou els exemples dialectals.
Atxarian va fer un rellevament dels dialectes de l'armeni en el que avui en dia és Turquia, Armènia, Geòrgia, Iran, Azerbaidjan i altres països amb població armènia: Polònia, l'Imperi Austrohongarès, Romania, etc.
A diferència de la divisió tradicional dels dialectes de l'armeni en dialectes occidental i orientals, Atxarian va dividir l'armeni en tres dialectes principals basats en quines partícules del present i imperfecte indicatiu usaven. Els va etiquetar com a dialectes -owm (-ում), dialectes -gë (-կը), i dialectes -el (-ել). Aquests tres dialectes principals es van dividir encara més en subdialectes. El llibre és una de les poques referències fiables sobre els dialectes de l'armeni que existien en aquell moment. Al període post-genocidi, els lingüistes Gevorg Jahukyan, Jos Weitenberg, Bert Vaux i Hrach Martirosyan han avançat en el nostre coneixement dels dialectes armenis.

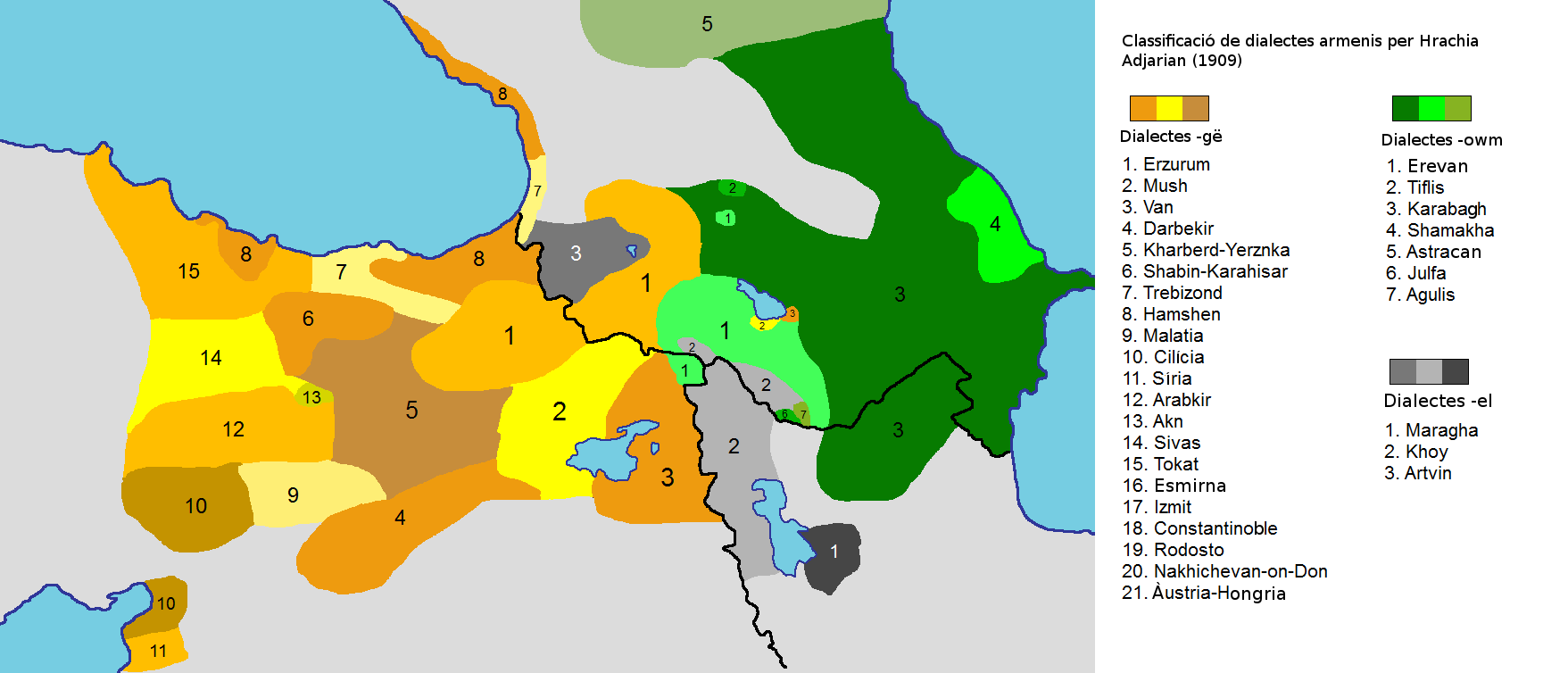
Mapa dels dialectes de l'armeni a principis del :
dialecte -owm, corresponent aproximadament a l'armeni oriental.
dialectes -el.
dielectes -gës, corresponent aproximadament a l'armeni occidental.

## Dialectes

### Dialectes -owm
|   | Dialecte  | Àrees on es parla (país i nom de ciutat durant el 1909) |
| 1 | Erevan    | Russian Empire: Erevan, Novo-Bayazet, Ordubad, Shamshadin, Shulaver, barri de Havlabar (Tbilisi) · Ottoman Empire: Bayazid, Kulp |
| 2 | Tbilissi  | Russian Empire: Tbilisi (excepte barri de Havlabar) |
| 3 | Karabagh  | Russian Empire: Shusha, Elisabethpol, Nukha, Bakú, Derbent, Aghstafa, Dilidjan, Karakilis, Kazak, Lorí, Jebrayil, Gorís · Pèrsia qajar: Karadagh, Mujumbar; Lilava barri de Tabriz · Ottoman Empire: Burdur, Ödemiş pobles a prop d'Izmir |
| 4 | Shamakha  | Russian Empire: Shamakhi, Kuba i probles propers. |
| 5 | Astrakhan | Russian Empire: Astracan, Caucas del Nord · Pèrsia qajar: Tabriz |
| 6 | Julfa     | Russian Empire: Julfa · Pèrsia qajar: Esfahan (barri de Nova Julfa), Siraz, Hamadan, Bushehr, Teheran, Qazvin, Rasht, Bandar-e Anzali |
| 7 | Agulis    | Russian Empire: Agulis, Tsghna, Handamej, Tanakert, Ramis, Dasht, Kaghaki |

### Dialectes -el
|   | Dialecte | Àrees on es parla (país i nom de ciutat durant el 1909) |
| 1 | Maragha  | Pèrsia qajar: Maragha i vil·les properes. |
| 2 | Khoy     | Pèrsia qajar: Khoy, Salmas, Maku, Urmia · Russian Empire: Tsolakert, Naxçıvan; · Poblacions de Siunia: Kuris, Hartashen, Mughanjugh, Karashen, Alilu, Angeghakot, Ghushchi-Tazakend, Tazakend, Uz, Mazra, Balak, Shaghat, Ltsen, Sisian, Nerkin Kilisa |
| 3 | Artvin   | Russian Empire: Artvin, Ardahan, Artanuj, Olti |

### Dialectes -gë
|    | Dialecte           | Àrees on es parla (país i nom de ciutat durant el 1909) |
| 1  | Erzurum            | Ottoman Empire: Erzurum, Ispir, Kaghzvan · Russian Empire: Kars, Aleksandrópol, Akhalkalak, Akhaltskha |
| 2  | Mush               | Ottoman Empire: Mush, Sassun, Bitlis, Khizan, Khlat, Arjesh, Bulanikh, Manazkert, Khnus, Alashkert · Russian Empire: Aparan; Mets Kznut i pobles del voltant; · 4 pobles a Javakhk: Eshtia, Ujmana, Toria, Martuni      |
| 3  | Van                | Ottoman Empire: Van, Diadin, Moks, Bashkale, Shatakh · Russian Empire: Basargechar and surrounding villages |
| 4  | Diarbekir          | Ottoman Empire: Diarbekir, Lice, Hazro, Hazzo, Khizan, Severek, Urfa (Edesia) |
| 5  | Kharberd-Yerznka   | Ottoman Empire: Kharpert, Yerznka, Balu, Tchapaghjur, Chmshkatsag, Charsanjak, Kghi, Dersim, Kamakh |
| 6  | Shabin-Karahisar   | Ottoman Empire: Shabin-Karahisar, Akıncılar |
| 7  | Trebizond          | Ottoman Empire: Trebisonda, Bayburt, Gyumushkhane, Kirasun |
| 8  | Hamshen            | Ottoman Empire: Hamshen, Ünye, Fatsa, Terme, Çarşamba · Russian Empire: Sukhumi, Sotxi, Poti, |
| 9  | Malatia            | Ottoman Empire: Malatia, Adıyaman |
| 10 | Cilicia            | Ottoman Empire: Hadjin, Zeytun, Marash, Kilis, Alexandretta, Payas, Svedia |
| 11 | Syria              | Ottoman Empire: Aramo |
| 12 | Arabkir            | Ottoman Empire: Arabkir, Divrig, Gürün, Darende, villages of Kesaria |
| 13 | Akn                | Ottoman Empire: Akn and surrounding villages |
| 14 | Sivas              | Ottoman Empire: Sivas and 45 surrounding villages |
| 15 | Tokat              | Ottoman Empire: Tokat, Amasia, Marsivan, Ordu, Samsun, Sinop |
| 16 | Smyrna             | Ottoman Empire: Smyrna, Manisa, Menemen and surrounding villages |
| 17 | Izmit              | Ottoman Empire: Nicomedia, Adapazar and the following villages: Yalova, Partizak, Geyve, Ortaköy, Sölöz, Benli, İznik, etc.,                                                                                            |
| 18 | Constantinople     | Ottoman Empire: Constantinople |
| 19 | Rodostó            | Ottoman Empire: Rodostó, Malgara |
| 20 | Nakhichevan-on-Don | Russian Empire: Nakhichevan-on-Don, Rostov-on-Don, Stavropol, Yekaterinodar, Yekaterinoslav, Anapa, Maykop, Taganrog, Dneprovskaya, Nogaysk, Novocherkassk, Theodosia, Simferòpol, Karasubazar, Baghchesaray, Eupatoria |
| 21 | Austria-Hungary    | Poland · Imperi Austrohongarès Bukovina, Transsilvània, Hongria |